# Pelmatoplana
Pelmatoplana ist eine Gattung der Landplanarien im Tribus Pelmatoplanini.

## Merkmale
Landplanarien der Gattung Pelmatoplana haben eine schwache kutane Längsmuskulatur. Die paranchymale Muskulatur ist stark und bildet eine Ringzone um das Intestinum. Zum Kopulationsapparat gehört eine gut entwickelte konische Penispapille. Dem weiblichen Atrium genitale fehlt eine Bursa, stattdessen mündet ein weiblicher Kanal in das Atrium. Ein Urogenitalkanal, der den weiblichen Geschlechtskanal mit dem Intestinum verbindet, kann vorhanden sein.

## Arten
Der Gattung Pelmatoplana gehören folgende Arten an:
- Pelmatoplana bogoriensis Graff, 1899
- Pelmatoplana braueri (Graff, 1899)
- Pelmatoplana graffi Fuhrmann, 1914
- Pelmatoplana japonica (Kaburaki, 1922)
- Pelmatoplana maheensis (Graff, 1899)
- Pelmatoplana moluccana Graff, 1899
- Pelmatoplana pseudophallus de Beauchamp, 1939